# 夏侯尚
夏侯 尚（かこう しょう、生年不詳 - 黄初7年（226年））は、中国後漢末期から三国時代の武将・政治家。字は伯仁。魏の宗族の一人。父の名は不詳。妻は徳陽郷主（曹真の妹）。子は夏侯玄・夏侯徽。伯父（叔父）は夏侯淵。従父は夏侯惇。『三国志』魏志「諸夏侯曹伝」に伝がある。

## 生涯
若いころから計略・智謀に優れていたため、曹丕から高く評価され、親友として身分を越えた付き合いをしたという（『魏書』）。
曹操の冀州平定に際して、軍司馬として騎兵を率いて従った。
曹丕が五官中郎将になると、その文学となった。杜襲は「夏侯尚は人を益しない友人である」と評し、曹操に訴えて夏侯尚を遠ざけようとしたが、曹丕からの寵愛は変わらなかった。
魏国成立時に黄門侍郎となった。代郡で烏桓が反乱を起こすと、曹彰に従ってこれを征討した。曹操が洛陽で死去すると、夏侯尚は節を手にし柩を守って鄴に帰還した。前後の功績を評価されて、平陵亭侯に封じられ、中領軍に任命された。
曹丕の皇帝即位後は平陵郷侯に昇格し、征南将軍・荊州刺史・仮節・都督南方諸軍事となった。この頃、上庸は蜀の勢力下にあったが、宜都太守の孟達は劉封と対立し、孟達が魏に降伏するという事件が発生していた。夏侯尚は上庸を奇襲することを提案し、孟達・徐晃と共に劉封と太守申耽らを撃破。上庸・西城・房陵の3郡9県を魏の版図に収め、征南大将軍に昇進した（蜀志「劉封伝」）。
呉の孫権が曹丕に臣従を申し入れてきた際、夏侯尚はこれを信用せず、呉に対する軍備を怠らなかった。
222年、曹丕が自ら宛に行幸し、呉を三方面から攻めようとすると、夏侯尚は諸軍を統括し曹真・張郃と共に江陵を包囲した。夏侯尚は呉の諸葛瑾と対峙した。長江の中州を中心に水陸両軍を展開させた呉軍に対し、夏侯尚は歩騎兵1万を率い下流から密かに長江を渡り夜襲をかけ、併せて敵の水軍を火攻めし、大いにこれを破った。朱然は江陵城を堅守し（呉志「朱然伝」）、魏軍内で疫病が流行したため、夏侯尚は詔勅により退却せざるを得なかった（『魏志』「董昭伝」）。
帰国後、夏侯尚は仮節鉞となり、荊州牧に昇進し、600戸を加増され1900戸となった。当時、荊州は荒廃しており、漢水を挟んで呉と国境を接していた上に、異民族も多かったため、ほとんどの住民は江南へ逃げていたが、夏侯尚は上庸から新たに道を通して開発を進め、軍を率いて西方を鎮撫した。このため、山岳や平地の異民族で降る者が多く、僅かな年数で数千戸の住民が帰順した。また、孟達と親交を結んだため、夏侯尚の存命中には孟達は魏に叛かなかった。
224年、昌陵郷侯に改封された。
夏侯尚は愛妾がいたため、正妻に目をかけなかった。正妻は宗室の出身であったため、不快に思った曹丕は人をやって妾を殺させた。すると夏侯尚は悲嘆のあまり精神を病み、埋葬した愛妾を懐かしがって墓を掘り起こすことまでした。これを聞いた曹丕は腹を立て「杜襲の言葉はもっともであった」と言ったが、やがて後悔して元通り夏侯尚を厚遇した。
225年、病が重くなり洛陽に帰還した。
226年、曹丕は夏侯尚の病床を何度か見舞って、手を握り流涕した。しかし間もなく没し、悼侯と諡された。子の夏侯玄が後を嗣いだ。また、甥の夏侯奉は夏侯尚の所領のうち300戸を分け与えられ、関内侯を賜った。
曹丕は詔勅を出して夏侯尚の死を惜しみ、征南大将軍・昌陵郷侯の印綬を送ったという（『魏書』）。
243年秋7月、曹芳（斉王）は詔勅を下し、曹操の廟庭に功臣20人を祭った。その中には夏侯尚も含まれている（「斉王紀」）。

## 三国志演義
小説『三国志演義』では、曹操と劉備の漢中を巡る戦いにおいて、夏侯淵の武将の一人として登場する。劉備軍の黄忠と戦って捕らえられ、敵将の陳式との捕虜交換時に、背後から黄忠に矢を射られ重傷を負う。また兄として夏侯徳が登場している。その後、上庸の孟達が謀反を起こすと史実通りそれを救援し、劉封を撃退している。

## 宗族

### 妻妾
- 徳陽郷主（曹真の妹）

### 子女
- 夏侯玄（字は泰初）
- 夏侯徽（司馬師の最初の妻）

### 従弟
- 夏侯儒（字は俊林）

### 甥
- 夏侯奉（弟の子）

### 従孫
- 夏侯本（弟の孫で、昌陵亭侯を継ぐ）